# Vineri în jur de 11
Vineri în jur de 11 este un film românesc din 2006 regizat de Iulia Rugină. Rolurile principale au fost interpretate de actorii Irina Velcescu, Jeanine Stavarache, Mihai Niculescu, Andi Vasluianu.

## Distribuție
Distribuția filmului este alcătuită din:
- Adriana Trandafir — medicul
- Irina Velcescu — Cristina Tudor
- Mihai Niculescu — tatăl Cristinei
- Jeanine Stavarache — mama Cristinei
- Andi Vasluianu